# Вона ще й друкувати вміє?
Вона ще й друкувати вміє? (англ. But Can She Type?) — другий сегмент 13-го епізоду 1-го сезону телевізійного серіалу «Зона сутінків».

## Сюжет
Головна героїня епізоду, Карен Біллінґс, працює секретаркою у престижній фірмі. Начальник просить її зробити тридцять п'ять копій звіту. Готуючись до різдвяної вечірки, Карен просить свою колегу зробити ці копії, однак остання відмовляється, посилаючись на зайнятість. Тоді Карен сама бере оригінал звіту та йде до ксероксу, щоб власноруч виконати завдання, в цей час вона губить ключі. Всупереч сподіванням Карен, ксерокс робить тільки тридцять чотири копії. Після цього вона робить ще одну копію та йде на вечірку, де має зустрітися зі своїм хлопцем на ім'я Девід, з яким у неї відбулося вже тридцять побачень.
Потрапивши до вечірки, Карен опиняється у центрі уваги, коли присутні дізнаються, що вона працює секретаркою. Незнайомий чоловік намагається зав'язати з нею розмову, однак ця спроба завершується невдачею. Далі Карен знайомиться з жінкою, яка розповідає їй, що також має бажання стати секретаркою. Не дочекавшись свого супутника, Карен прямує до виходу, де її зустрічає начальник конкуруючої фірми, який має намір взяти її до себе на роботу. Давши жінці свою візитівку, незнайомий чоловік зникає. Прийшовши додому, Карен починає прослуховувати повідомлення на автовідповідачі, які залишив їй Девід. Відчуваючи підсвідомо образу, Карен приймає рішення не передзвонювати йому.
Наступного дня Карен з'являється в кабінеті начальника та з подивом дізнається від нього, що не вистачає однієї копії звіту. Начальник починає лаяти та ображати Карен, після чого вона приймає рішення звільнитися та піти працювати туди, де їй вже було запропоновано місце. В цей час, роблячи копії, вона знаходить і свої ключі. Наприкінці епізоду Карен, задоволена ввічливістю та делікатним відношенням до неї з боку нового начальника, сідає в лімузин та прямує до нового місця роботи.

## Кінцева оповідь
Чого очікувати від жінки, у якої є все, крім поваги? Спитайте Карен Біллінґс. В цьому році вона отримала дуже незвичайний різдвяний подарунок, який до того ж не можна повернути, адже подарували їй Зону сутінків.

## Ролі виконують
- Пем Доубер — Карен Біллінґс
- Чарльз Левін — Барт
- Жанні Еліас — Марсі
- Джонатан Фрейкс — самотній чоловік
- Дебора Хармон — господиня
- Емзі Стрікленд — прибиральниця
- Джоліна Мітчел-Колінз — модель
- Дуглас Блейр — водій лімузину
- Кен Сейґоуз — робітник

## Цікавий факт
Епізод не має оповіді на початку.

## Прем'єра
Прем'єрний показ епізоду відбувся у Великій Британії 20 грудня 1985.